# Elecciones provinciales de Entre Ríos de 1914
Las elecciones generales de la provincia de Entre Ríos de 1914 tuvieron lugar el domingo 7 de junio del mencionado año con el objetivo de elegir los 54 electores para Gobernador y Vicegobernador de la provincia. Fueron las primeras elecciones gubernativas entrerrianas que se realizaban bajo el imperio de la Ley Sáenz Peña, que garantizaba por primera vez el sufragio universal masculino, directo y secreto. Por lo tanto, las primeras elecciones remotamente libres y justas para gobernador de Entre Ríos. Hasta entonces, el país era gobernado por un régimen conservador fraudulento, dominado por el Partido Autonomista Nacional (PAN), que se perpetuaba en el poder por medio del fraude electoral abierto gracias al sistema de voto cantado. El PAN colapsó después de la aprobación de la ley, y en Entre Ríos fue reemplazado por la Unión Provincial (UP).
El candidato de la Unión Cívica Radical (UCR), principal partido de la oposición al gobierno del PAN, Miguel Laurencena, obtuvo la victoria con 24.974 votos contra 23.192 de Alejandro Carbó, el candidato de la Unión Provincial. Laurencena obtuvo 42 electores contra 12 de Carbó. El Colegio Electoral se reunió el 29 de julio y declaró a Laurencena gobernador electo, asumiendo el 1 de octubre de 1914.